# Dalia Itzik

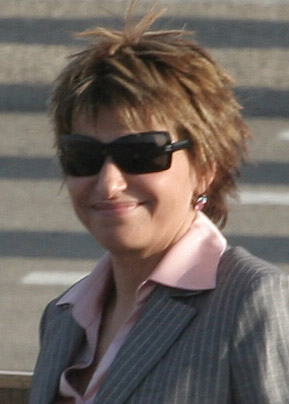
Dalia Itzik (2007)

Dalia Itzik (hebräisch דליה איציק; * 20. Oktober 1952 in Jerusalem) ist eine israelische Politikerin (Kadima, vorher Avoda).

## Leben
Itziks Familie stammt aus dem Irak. Bevor sie 1992 Abgeordnete in der 12. Knesset wurde, war sie Stellvertretende Bürgermeisterin von Jerusalem. Für die Arbeitspartei Avoda war sie Ministerin für Handel und Umwelt, danach für Kommunikation. Am 28. November 2005 verließ Itzik die Avoda und trat der Kadima um Ariel Scharon bei. Sie wurde am 4. Mai 2006 als erste Frau Präsidentin des israelischen Parlaments.
Infolge der Amtsunfähigkeit von Staatspräsident Mosche Katzav übernahm Itzik am 25. Januar 2007 vorübergehend dessen Amtsgeschäfte. Diese Aufgabe erfüllte sie bis zur Amtseinführung von Schimon Peres am 15. Juli 2007.